# Cymatophoropsis albomaculata
Cymatophoropsis albomaculata là một loài bướm đêm trong họ Noctuidae.